# Lucien Rebuffic
Lucien Georges Louis Rebuffic (ur. 22 grudnia 1924 w Bois-Colombes, zm. 4 stycznia 1997 w Caen) – francuski koszykarz. Wraz z reprezentacją Francji zdobył srebrny medal podczas Letnich Igrzysk Olimpijskich 1948 w Londynie.